# 건동대학교
건동대학교(建東大學校, Kundong University)는 경상북도 안동시 임하면 건동길 34에 있었던 대한민국의 사립대학교였으며, 학교법인 백암교육재단이 운영하고 있었다. 부실대학 명단에 속하여 2012년 8월 31일 이후 20년만에 자진 폐교하였다.

## 연혁
- 1993년 - 안동공업전문대학 개교 (2년제)
- 1998년 - 안동정보대학 개칭
- 2006년 - 건동대학교 개칭 (4년제)[2]
- 2010년 - 교육과학기술부 선정 학자금대출 최소대출대학[3]
- 2011년 - 교육과학기술부 선정 정부재정지원제한대학[4]
- 2012년 - 건동대학교 폐교

## 폐교 이후
폐교 이후, 건동대학교 부지에는 현재 기숙형 공무원 학원인 올라에듀 공무원학원이 들어서 있다.

## 같이 보기
- 대한민국의 교육